# Styphrus corpulentus
Styphrus corpulentus är en skalbaggsart som beskrevs av Victor Ivanovitsch Motschulsky 1845. Styphrus corpulentus ingår i släktet Styphrus och familjen stumpbaggar. Inga underarter finns listade i Catalogue of Life.